# Großer Ehrenberg
Der Große Ehrenberg ist mit 635,5 m ü. NN der höchste Berg im thüringischen Teil des Mittelgebirges Harz und auch der höchste im Landkreis Nordhausen (Deutschland).

## Geographische Lage
Der Große Ehrenberg liegt im Südharz innerhalb des Naturparks Südharz. Er erhebt sich rund 2,5 km westlich von Rothesütte und etwa 3,5 km nordnordwestlich von Sülzhayn, die beide zu Ellrich gehören. In Richtung Norden fällt seine Landschaft in das Tal des Großen Kunzenbachs und nach Westen in jenes des Kleinen Kunzenbachs ab, die jeweils auf der Grenze von Thüringen zu Niedersachsen fließen und direkt westlich unterhalb des Bergs den Kunzenbach bilden. Der östliche Ausläufer des Bergs ist der Dornkopf (579 m ü. NN). Diesen Bergsporn und auch den Großen Ehrenberg passiert die Landesstraße 1014, die zwischen dem Dreiländereck Niedersachsen–Sachsen-Anhalt–Thüringen und Rothesütte von der Bundesstraße 4 abzweigt und von dort etwa in Nord-Süd-Richtung nach Sülzhayn führt. Zum Beispiel von dieser Straße kommend sind beide Erhebungen nur auf Waldwegen zu erreichen.

## Innerdeutsche Grenze
Nördlich und westlich direkt unterhalb des Großen Ehrenbergs verlief früher in den Tälern des Großen Kunzenbachs und Kleinen Kunzenbachs die innerdeutsche Grenze. Jedoch führte der Eiserne Vorhang inklusive des Kolonnenwegs direkt über den Gipfel. Hier befanden sich auch zwei Operative Grenzschleusen. Heute verläuft über den Berg das Grüne Band Deutschland. Nordöstlich des Bergs steht an der einstigen innerdeutschen Grenze am Dreiländereck Niedersachsen–Sachsen-Anhalt–Thüringen der Drei-Länder-Stein.

## Berghöhe
Der Große Ehrenberg ist 635,5 m ü. NN hoch. Nahe seiner höchsten Stelle ist auf topographischen Karten ein trigonometrischer Punkt 635,3 m ü. NN verzeichnet.